# Pachnobia arctica
Pachnobia arctica là một loài bướm đêm trong họ Noctuidae.